# Triaenodes cuspiosus
Triaenodes cuspiosus là một loài Trichoptera trong họ Leptoceridae. Chúng phân bố ở miền Australasia.